# أساطير قوقازية

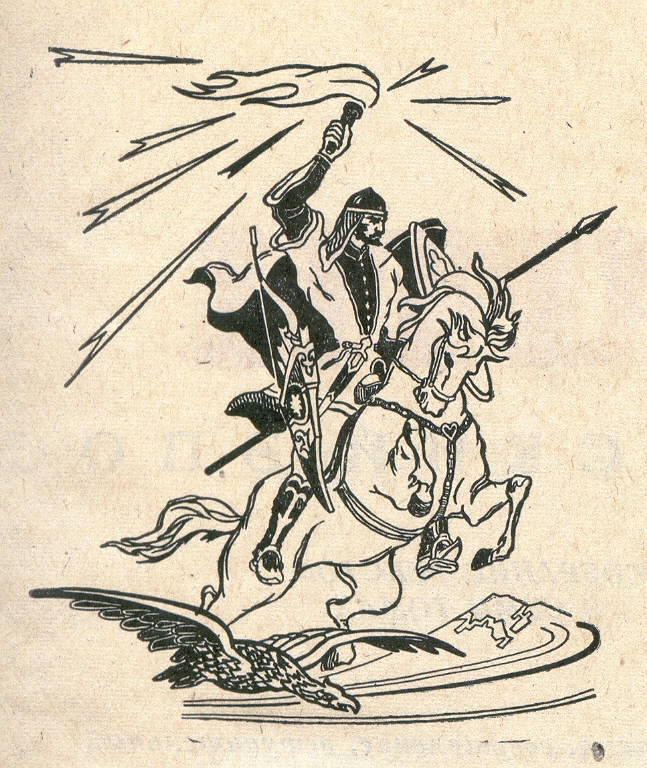
ساوسروقة

الميثولوجيا القفقاسية (بالإنجليزية: Caucasian mythology)‏ تدور الأسطورة القفقاسية كغيرها من الأساطير ضمن الكون الأدبي بعوالمه الثلاثة: العالم الفوقي أو السماء، العالم الأرضي، العالم السفلي أو الجحيم. السماءُ تقيمُ فيها الآلهةُ والأبطال الخالدون والخير والمثل العليا، والجحيمُ تقيم فيه الشياطين أو العمالقة الأشرار والمصائب، أما أرض البشر فهي منطقةُ صراعٍ متوسطةٍ بين هذين العالمين؛ كلاهما يريد التدخل فيها والسيطرة عليها، ولذلك تتباين أفعالُ البشر حسب هذه التدخلات؛ فالخير يأتي من إلهامٍ سماوي، والشر يأتي من وسواسٍ تحت الأرض. وهذه العوالم الثلاثة مفتوحةٌ على بعضها دون حواجز، فالخيرُ والبطولة يرفعان الإنسان إلى درجة الآلهة، والشر والهزيمة يهبطان به إلى تحت الأرض(1).

## الموقع الجغرافي

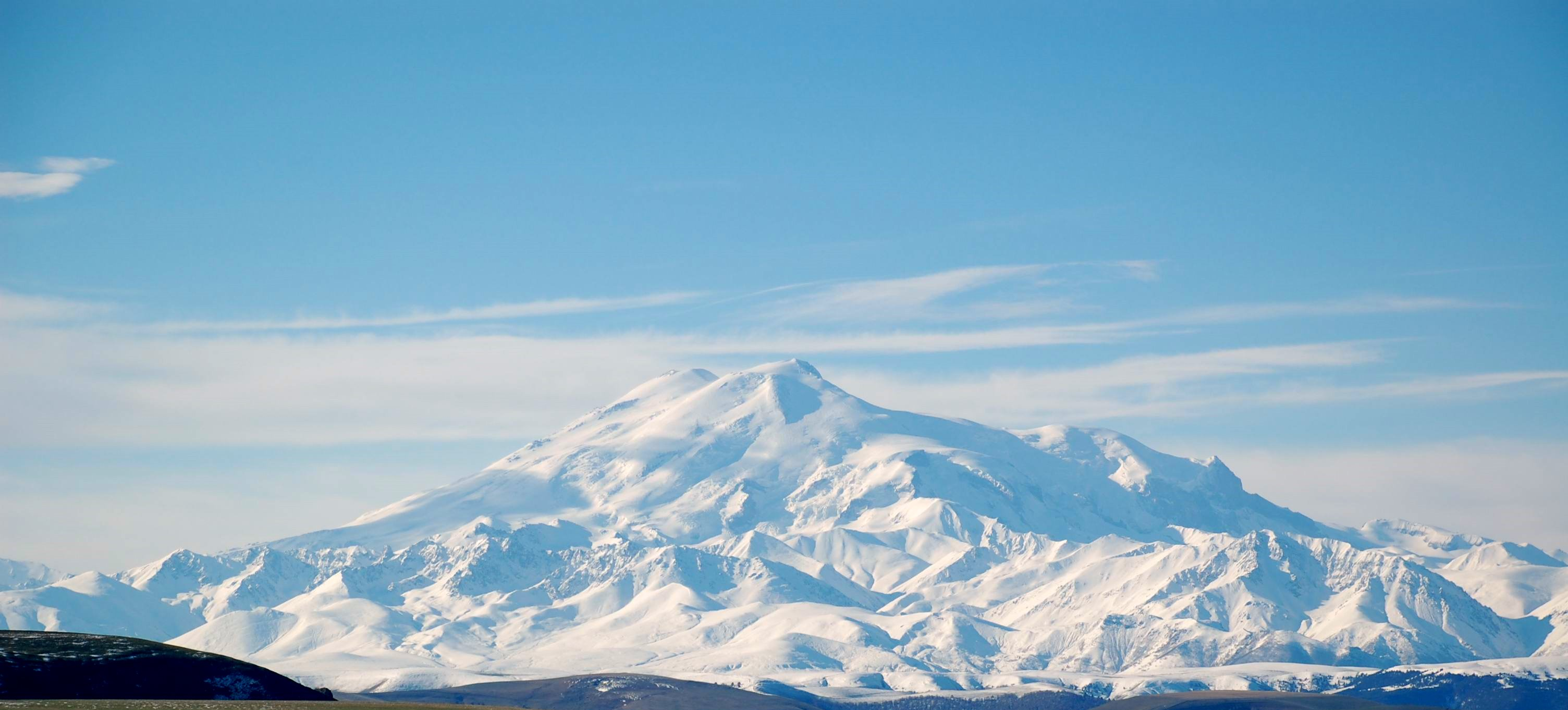
جبل إلبروز

تمتد سلسلة جبال القفقاس من بحر قزوين شرقًا إلى البحر الأسود غربًا على مسافة تبلغ 1125 كم، وتعتبر قممُ هذه الجبال الحدَّ الفاصل بين أوروبا وآسيا، فشمالُ القفقاس أوربي وجنوبه آسيوي، وفي منتصف هذه السلسلة الجبلية يقع جبلُ إِلْـبْرُوزْ Elbrus وهو أعلى قمة في القفقاس وفي أوروبا 5595 م، وهو جبل بركاني لا يذوبُ الثلجُ عن قمته، وينحدرُ منه نهران غزيران مرعبان هما (تيريك) و (كوبان). وقد شكَّل هذا المحيطُ الجغرافي بجباله الشاهقة وبرودته القاسية ووديانه الهادئة مرتعًا خصبًا لنشوء الأسطورة، وملهمًا دائمًا لكبار الشعراء أمثال بوشكين ورسول حمزاتوف.

## متى نشأت الأسطورة؟
موضوع دراستنا هو أساطير شعوب شمال القفقاس. وتعتبر هذه الأساطير تراثًا مشتركًا بين هذه الشعوب، فهم يؤمنون أنها تاريخهم الحقيقي، وأنَّ شعبهم انحدرَ من سلالة أولئك الأبطال الأسطوريين. يُطلقُ على أساطير شمال القفقاس اسمُ أساطير النارتيين، وكلمةُ «نارت» تعني بطل. لكننا، حتى الآن، عاجزين عن تحديد زمن نشوء الأسطورة، فهذه الأساطير تناقلتها الأجيالُ شفهيًا، ولم تدوَّنْ حتى منتصف القرن التاسع عشر. بعضهم يرجعُ زمنَ ظهورها إلى الفترة التي خضعَ فيها القفقاسُ لحكم الإمبراطورية الحثيَّة (1700-1180 ق.م) وذلك لبروزِ الحديدِ كعنصرٍ أساسي في هذه الأساطير، لكن هذه الدلالةَ غيرُ كافيةٍ لتحديد زمن نشوء الأسطورة، وبالتالي فنحن عاجزون عن إطلاق أحكامِ قيمةٍ عليها لعدم معرفتنا قدمها أو حداثتها.

## كوسمولوجيا الأسطورة
تدور الأسطورةُ القفقاسية كغيرها من الأساطير ضمن الكون الأدبي بعوالمه الثلاثة: العالم الفوقي أو السماء، العالم الأرضي، العالم السفلي أو الجحيم. السماءُ تقيمُ فيها الآلهةُ والأبطال الخالدون والخير والمثل العليا، والجحيمُ تقيم فيه الشياطين أو العمالقة الأشرار والمصائب، أما أرض البشر فهي منطقةُ صراعٍ متوسطةٍ بين هذين العالمين؛ كلاهما يريد التدخل فيها والسيطرة عليها، ولذلك تتباين أفعالُ البشر حسب هذه التدخلات؛ فالخير يأتي من إلهامٍ سماوي، والشر يأتي من وسواسٍ تحت الأرض. وهذه العوالم الثلاثة مفتوحةٌ على بعضها دون حواجز، فالخيرُ والبطولة يرفعان الإنسان إلى درجة الآلهة، والشر والهزيمة يهبطان به إلى تحت الأرض.

## البانثيون القفقاسي
وكما أنَّ البانثيون اليوناني يقع فوق جبل الأوليمب، فإن البانثيون القفقاسي يقع فوق جبل إلبروز، ويتألف من إله الحياة «بساتحا»، وهو رئيس مجلس الآلهة؛ ومن «آخين» إله المواشي؛ و«أميش» إله الزراعة، وهذان الإلهان في صراعٍ دائم؛ و«أوجيدج» إله الحجر، وللحجر تقديسٌ عند القفقاسيين إذ يعتقدون أن له روحًا؛ و«تليبش» إله الحدادة، وغيرهم من الآلهة. وكان مجلس الآلهة ينعقد مرةً في العام على قمة جبل إلبروز، وكان يدعى إليه من حقَّقَ بطولاتٍ خارقةً من البشر رفعتْهُ إلى مصاف الآلهة.

## الأساطير

### أسطورة ستناي
ستناي، ويعني اسمها مانحة الروح، هي أم القفقاسيين جميعًا، وهي المرأة المثال التي تجمعُ الجمالَ الساحر مع الذكاء الحاد، كانت ذات شبابٍ وجمالٍ دائمين، إذ كان عندها شجرةُ تفاحٍ تعطي ثمارًا تضمن لآكلها استمرارَ الشباب والجمال، إلى أن قام أحدُ العمالقة بسرقة هذه الشجرة المقدسة، فخسرتْ بذلك ستناي، وخسر معها شعبُها، الخلود.
كانت ستناي الجميلةُ تغسل الثياب عند ضفة النهر، وعلى الضفة الأخرى كان هناك راعٍ يرعى أبقاره، وعندما شاهد جمالَ ستناي جمُدَ مكانه، إذ كانت ستناي فاتنةً بيضاءَ مشرقة، ناداها الراعي: «آه يا ستناي الجميلة، افتحي عينيكِ الساحرتين، انظري إليَّ ولو لمرَّة...»، وعندما رفعتْ ستناي عينيها اشتعلَ قلبُ الراعي حبًا، كما مسَّ الحبُّ شغافَ قلبها، فجلستْ على حجرٍ عند ضفة النهر والرغبةُ تقطرُ من جسدها، وعندما صحتْ من سكرة الحب، لملمتْ غسيلها المبلَّلَ لتذهب إلى البيت، فطلبَ منها الراعي أن تأخذ الحجرَ الذي جلستْ عليه عندما عصفتْ الرغبةُ بها. وبعد فترةٍ من الزمن بدأتْ ستناي تسمعُ أصواتًا في بيتها صادرةً من هذا الحجر، وكان الحجرُ يزداد حجمًا يومًا بعد يوم. وبعد تسعة أشهر وتسعة أيام نادتْ الحدادَ تليبش ليساعدها. أخذ الحدادُ يضرب الحجرَ بكل قوته سبعة أيام، وكانت ستناي تتألمُ وتصرخ مع كل ضربةٍ من الحداد، إلى أن تحطَّم الحجر، وخرج منه طفلٌ متوهّجٌ، ضمَّتْ ستناي المولود الجديد إلى صدرها كما تفعل كلُّ أم، وسمَّتهُ «ساوسروقة» – أي ابن الحجر.

### أسطورة تليبش
كان تليبش حدادًا ماهرًا، يصنع الأدوات الزراعية للفلاحين، والسيوفَ للمحاربين، وهذه الأعمالُ الخيِّرة جعلته يكسبُ رضى الآلهة، فكانوا يدعونه للمشاركة في اجتماعهم السنوي على جبل إلبروز.
قام تليبش برحلةٍ حول العالم بحذاءٍ وعصا حديديين، وعندما عاد كان حذاؤه الحديدي مهترئًا، وعصاه أقصرَ طولاً، فقدَّمَ للبشر ثلاث عبَرٍ تعلَّمها من هذه الرحلة: 1- إن العالم بلا نهاية. 2- إن الإنسان أقوى وأمتن من الحديد. 3- إن الإنسان بمفرده مخلوقٌ ضعيفٌ لا يستطيع أن يعيش وحيدًا.
وبالإضافة لأعماله الحرفية، كان تليبش يقوم بعمليات التوليد، ويبارك الطفلَ المولود، وهو الذي قام بتوليد ستناي أو الحجرِ الذي حملَ البطل ساوسروقة بعدما جلستْ عليه ستناي. وعندما خرج هذا الطفلُ المتوهِّج – ساوسروقة – التقطهُ الحدادُ تليبش بكلاَّبته، وعمَّده بالماء سبع مرات، حتى أصبح جسمُ الطفل فولاذًا، ما عدا ركبته، وهي المكان الذي أمسكهُ منه تليبش بكلابته أثناءَ تعميده بالماء، بقي دون صلابة، وأصبحت هذه الركبةُ نقطةَ ضعف البطل ساوسروقة والتي سيموت بسببها.

### أسطورة ساوسروقة
هو الابن غير الشرعي لستناي والراعي، ولد بطريقةٍ غير عادية، ولد من الحجر التي جلست عليها ستناي العاشقة، ويقال في رواية أخرى إنه ولد من الحجر الذي انسكب عليه سائلُ الراعي عندما شاهد جمالَ ستناي، لكن جميع الروايات تجمِعُ على أن ستناي أنجبته دون زواج، وأن الحبَلَ كان بلا دنس.
بعد أن قام الحداد تليبش بتوليده من الحجر وتعميده بالماء، ترعرع الطفلُ ساوسروقة عند أمه ستناي، وصار يكبرُ في اليوم ما يكبره الأطفالُ الآخرون في شهر، وقد سرت الأحاديثُ السيئة بين الناس عن ستناي وطفلها الذي أنجبته دون زواج، وقالوا إنها حملتْ به من الشيطان، إذ كان الطفلُ يجلس على الموقد، يلتقط جمرةً متوهجةً بيده يضعها في فمه حتى يطفئها ثم يبصقها ويأخذ غيرها. وعندما كان الناس مجتمعين عند ستناي يشتمونها ويعيبونها، نطقَ الطفلُ ساوسروقة في المهد، ففزع الناس وقرَّروا قتلَ الطفل لأنه سيجلب الهلاك لشعبه.
أخفتْ ستناي طفلها تحت الأرض، وهناك تربَّى مع حصانه، إلى أن كبُرَ وشبَّ وأصبح فارسًا قويًا صعد إلى أرض البشر. وفي روايةٍ أخرى وضعت ستناي طفلَها في سلَّة ورمته في نهر «كوبان»، وهناك تربَّى بعيدًا عن الخطر، إلى أن أصبح فارسًا قويًا عاد إلى أرض شعبه على فرسه السحري، إذ كان لساوسروقة حصانٌ خارقٌ يقفز من جبل إلى جبل، وله جناحان يعرجُ بهما إلى السماء.
كان ساوسروقة بطلَ قومه، يحارب العمالقةَ لأجلهم، وقد حقَّق بطولات خارقة نالت إعجاب الآلهة، فدعته الآلهة لمشاركتها في مجلسها السنوي فوق جبل إلبروز، وكان أوَّلَ إنسانٍ ينالُ شرفَ شرب النبيذ مع الآلهة، هذا الشرابُ المقدَّس الذي يمنح اللذة والقوة والجرأة، ويجعل للروحِ أجنحة. شرع ساوسروقة بالشربِ فبدا له العالمُ رائع الجمال، فشرب وشرب حتى ازدادتْ قوته وجرأته كثيرًا، فحمل بذراعيه القويتين دنَّ الخمر، رفعَهُ فوق رأسه ثم رماه من جبل الآلهة إلى أرض البشر، تحطَّم الدنُّ وتدفَّق النبيذ كالسيل، وخرجتْ من قعر الدن بذورٌ صغيرةٌ ما إن لامستِ الأرضَ حتى تحوَّلتْ إلى كرماتٍ بديعةٍ تتدلى منها عناقيدُ العنب، ثم نزل ساوسروقة إلى الأرض ليعلِّم البشرَ زراعة الكرمة وصُنع النبيذ، وصاروا يقيمون في كلِّ عام احتفالاً لصنع النبيذ وشربه – أواخرَ الصيف آن الكرم يعتصر.
وفي إحدى معارك ساوسروقة مع العمالقة، قُتلَ ساوسروقة ثم قطِّعتْ جثتُه إلى قطعٍ صغيرة، سمعتْ ستناي فركضت إلى ساحة المعركة، فوجدتْ أشلاءَ ابنها متناثرة، أعادتْ جمعَ الأشلاء ورتَّبتها، ثم جمعت الندى عن أوراق الشجر وغسلتْ به جسده، وعندما نفدَ الندى، وضعتْ وجهَها على وجه ابنها وغسلتْهُ بدموعها، ففتحَ عينيه ونظرَ بعينيها، أطبقتْ شفتيها على شفتيه فانسلَّتِ الروحُ من جسدها إلى جسده، وانبعثَ البطلُ ساوسروقة حيًا من جديد، بينما سقطتْ ستناي جثةً هامدة، ونمتْ مكانَ وفاتها أزهار بيضاء يسمِّيها القفقاسيون إلى اليوم زهرة ستناي.

## ما وراء الأسطورة
ستناي عند القفقاسيين هي الأرض-الأم والمرأة-الوطن، فهي كالطبيعةِ تجدِّد شبابها كلَّ عام، وتنجبُ الأطفال دون أن تتأثر عذريتها أو طهارتها، وقد وضعت الأسطورةُ نهرًا فاصلاً بينها وبين الراعي لتأكيد أن الحبَلَ تمَّ بلا دنس، فهي أنجبتْ بطلاً أسطوريًا فلا بدَّ أن تكون طريقة الحمل وطريقة الولادة غير عاديتين، فالأرض ليست سوى جسد ستناي، والحجر الذي حملَ بداخله ساوسروقة هو رحمُ ستناي باعتبارها الأرض الأم.
ثم جاء دور الحداد تليبش ليقوم بتعميد الطفل وصقلِ جسده بقوة، فطبيعة البلاد الجبليةِ قاسيةٌ وباردة، تقتضي تربيةَ الطفل تربيةً قاسيةً تصقل جسدَه وتجعله صلبًا كالحديد، وهذه التربيةُ يجيدها رجلٌ قاسٍ كالحداد لا امرأةٌ حنونة كستناي.
إن الأسطورة التي منحتْ ساوسروقة القوةَ والصلابةَ منحتْهُ أيضًا ركبةً ضعيفةً ليموت بسببها، وليشترك في ذلك مع غيره من الأبطال الذين لا يسلَمون من نقطة ضعف، مثل: آخيل وكعبه، وشمشون وشعره، ولولا نقاطُ الضعف لبقي هؤلاء الأبطال أحياءً إلى اليوم، لكن الأسطورة أدركتْ ذلك وسدَّت النقصَ بنقطة ضعف.
كان ساوسروقة بطلاً حربيًا عندما حارب العمالقةَ الذين يهدِّدون شعبه، وبطلاً رعويًا عندما قتل الوحوشَ المرعبة التي تسبِّبُ خسائر في المواشي، لكن أهمَّ إنجازاته كان سرقة النبيذ مع بذور الكرمة من الآلهة، فهذا الإنجازُ جعله بطلاً زراعيًا يعلِّم الناسَ زراعةَ الكرمة والاعتناء بها، ويعلِّمهم صنعَ النبيذ ليستفيدوا من محصول العنب صيفًا وشتاءً، وهذه السرقةُ البطوليةُ كانت رمزًا لانتقال المجتمع من البداوة الرعوية إلى الحضارة الزراعية، فصار ساوسروقة بطلاً حضاريًا يهبُ البشر الشراب الذي يزيدهم قوةً وشجاعة، ويعطي أرواحهم أجنحةً من فرح.
وهنا تظهر المفارقةُ بين الميثولوجيا القفقاسية وغيرها من الميثولوجيات، وتحديدًا في موضوع الخمر، فالإله اليوناني ديونيزوس كان أولَ من زرع العنب وصنعَ الخمر عندهم، وكانت تقام له احتفالاتٌ في الربيع والخريف، ومن هذه الطقوس نشأَ الشعرُ والمسرحُ اليوناني بنوعيه الكوميديا والتراجيديا، وازدهرَ الرقصُ والموسيقى والفنون، أي أن الإغريقَ كانوا يستخدمون الخمرَ للوحي الشعري والإلهام الموسيقي ولغيرها من مجالات الإبداع، وهذا يتوافقُ مع ذوقهم الراقي وحضارتهم التي لم يعرف العالمُ مثلها، أما في الميثولوجيا القفقاسية فلا نجد استخدامًا للخمر إلا كمحرِّضٍ للشجاعة والجرأة، ودافعٍ للخوض في المعارك وسط تلك الجبال المرعبةِ المليئةِ بالوحوش وقطَّاع الطرق. والقفقاسيون، حتى اليوم، يشربون لكي يتصارعوا ولا يشربون لكي يتنادموا، وهذا ما يؤكِّده تأخرهم في الآداب والفنون عن باقي الشعوب.
إن تضحيةَ ستناي بحياتها لأجل حياة ابنها ساوسروقة، لم تكن سوى انتقالٍ للمجتمع من سلطة المرأة الحاكمة إلى سلطة الرجل الحاكم، والذي نعرفه اليوم باسم النظام الأبوي أو البطريركي، فهذا المجتمعُ الذكوريُّ المحاربُ أصبح بحاجةٍ إلى البطلِ المُخلِّص ساوسروقة أكثر من حاجته إلى الأم الحنونة ستناي، فحكمَ عليها بالموت، لكنها بقيتْ حيَّةً في الأدب، مثلها مثل الربة السومرية (ليليت).

## الميثولوجيا بين الائتلاف والاختلاف
إن التشابه الموجود بين ميثولوجيا وأخرى ليس نابعًا من أسبقيةِ هذه على تلك زمنيًا، بل من التشابه القائم في الأوضاع والظروف البشرية، فالإنسان واحدٌ في المطلق العام، والعقل البشري يمتلك تركيبًا فيزيولوجيًا واحدًا، وله موقفٌ واحد من السماء والأرض وما تحت الأرض. فالميثولوجيا لم تنتقل من شعب إلى آخر كما تنتقل الظاهرةُ الأدبية في الأدب المقارن، بل نشأت عند كل شعب بشكل مستقل، ولذلك اكتسبتْ خصائصَ من بيئتها ميَّزتها عن غيرها، (كأن يولد الإنسان المصري من الطين المترسِّب على ضفة نهر النيل، ويولد الإنسان الإسكندنافي من الجليد المتشكِّل على نهر إليفاغار...). إذًا، فالميثولوجيات تختلف من حيث الخصائص والظواهر الخارجية، وتأتلف من حيث الجوهر والماهية، كاختلاف الرجل الياباني عن الإنكليزي بالشكل واتفاقهما بالجوهر الإنساني، وكما يبدو فإن البشر بتاريخهم الطويل على هذه الأرض الواسعة أنتجوا آدابًا وفنونًا وأبطالاً وأساطيرَ تختلف بالظاهر وتتفق بالباطن، وكأننا نعيد إنتاجَ نفس الأنماط الأولية المترسِّبة في اللاوعي الجمعي، حسب نظرية كارل غوستاف يونغ.